# Corthylio
Corthylio is een monotypisch geslacht uit de familie Regulidae en de orde van zangvogels. Dit geslacht is voor deze soort al in 1853 door Jean Cabanis voorgesteld, maar de soort werd altijd tot het geslacht Regulus gerekend. Pas in 2009 bleek uit gepubliceerd DNA-onderzoek dat de in Noord-Amerika broedende roodkroonhaan een eigen clade vormt binnen de familie Regulidae.  
Het geslacht telt één soort.
- Corthylio calendula – Roodkroonhaan